# هار أدار
هار أدار هي مستوطنة إسرائيلية تقع في منطقة التماس بالضفة الغربية تأسست عام 1986.